# Pelágia, a Penitente
Pelágia, a Penitente (artisticamente conhecida como Margarida de Antioquia) foi uma cortesã e dançarina célebre que, no auge de sua beleza e soberania foi subitamente convertida por influência do bispo e santo Nono.
Um dia quando passava em frente a basílica de São Juliano onde o bispo Nano estava pregando, Pelágia encantou-se com as palavras dele. No dia seguinte quando Nono pregava na basílica sobre o Juízo Final, Pelágia apareceu pedindo para ele o batismo. À noite, segundo a tradição, o diabo apareceu para ela exortando que voltasse a sua vida mundana, no entanto, Pelágia manteve-se firme e com o sinal da cruz e orações fez o diabo desaparecer. Dias depois Pelágia deu a São Nono toda sua fortuna e bens que entregou ao tesoureiro da igreja para ele usar com viúvas e órfãos.
Pelágia partiu de Antioquia rumo a Jerusalém, onde habitava em uma caverna perto do Monte das Oliveiras em penitência rigorosa. Trajando roupas masculinas ela era conhecida como "Pelágio, o monge sem barba". Morreu cerca de três anos depois.

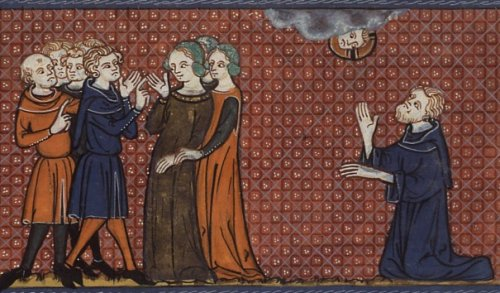
Santa Pelágia sendo cortejada enquanto Santo Nono ora por ela.